# ريشا موخرجي
ريشا ميكهرجي (بالإنجليزية: Richa Mukherjee)‏ هي ممثلة هندية

## اعمالها
مسلسل غدر الزمن
مسلسل ماهابارت

## روابط خارجية
- ريشا موخرجي على موقع IMDb (الإنجليزية)